# Alfonso Tesauro
Alfonso Tesauro (Avellino, 7 aprile 1900 – Napoli, 7 agosto 1976) è stato un giurista e politico italiano.

## Biografia
Fu professore universitario dal 1928; nel 1934 divenne preside della facoltà di Economia e commercio dell’Università di Napoli, dove dal 1936 al 1970 insegnò diritto costituzionale nella facoltà di Giurisprudenza (ne divenne preside tra il 1938 e il 1944).
Parlamentare nelle prime quattro legislature della Repubblica italiana (dal 1948 al 1968), fu relatore alla Camera dei deputati per quella che sarebbe diventata la legge n. 87 del 1953 sul funzionamento della Corte costituzionale.
Il fratello Giuseppe fu rettore dell'Università Federico II dal 1959 al 1975. Il figlio Giuseppe Tesauro, studioso di diritto dell'Unione europea, fu presidente della Corte costituzionale.